# 貢寮区
貢寮区（ゴンリアオ/こうりょう-く）は台湾新北市の市轄区。台湾電力による龍門原子力発電所、いわゆる「第4原発」が建設されていることで知られる。

## 地理
台湾島最東端の三貂角は貢寮区にある。

## 歴史
古くからこの地域に住むバサイ族は、自分たちの生活領域を「Kivanowan」（基瓦諾灣）と呼んでいた。また、スペイン人がこの地を「Santiago」と命名したことから、「三貂社」という名前も使われるようになった。18世紀後半以降に漢民族の入植が開始され「摃仔寮」と呼ばれるようになった。「摃仔（Kòng-á）」は平埔族の一部族であるケタガラン族の言葉で、「獣を捕らえるための罠」を指す「Kona」の音写である。
日本統治時代の1901年（明治34年）11月11日、基隆庁の管轄となる。
1905年（明治38年）7月1日、台湾総督府により「槓仔寮区」と「澳底区」が設置された。
1909年（明治42年）10月25日、基隆庁が台北庁に合併し、槓仔寮区と澳底区は台北庁頂双渓支庁の管轄となる。
1920年（大正9年）10月1日、地方改制の際に槓仔寮区と澳底区が合併して台北州基隆郡「貢寮庄」となった。
第二次世界大戦後の1946年1月16日、中華民国統治下で「貢寮郷」へ改編された。
2010年12月25日、台北県が新北市に改編されたことに伴い貢寮区へ改編された。

## 行政区
| 里                                                                                     |
| -------------------------------------------------------------------------------------- |
| 仁里里、真理里、和美里、福隆里、貢寮里、福連里、美豊里、双玉里、吉林里、龍門里、龍崗里 |

## 交通
| 種別 | 路線名称 | その他              |
| ---- | -------- | ------------------- |
| 鉄道 | 宜蘭線   | 貢寮駅 福隆駅       |
| 省道 | 台2線    | 北部浜海公路        |
| 県道 | 102号線  | 102甲線 双渓 - 澳底 |

## 教育
| 区分 | 数 | 名称 |
| ---- | -- | --- |
| 大学 | -  | - |
| 高中 | -  | - |
| 高職 | -  | - |
| 国中 | 1  | 新北市立貢寮国民中学                                                                                     |
| 国小 | 5  | 新北市立貢寮国民小学 新北市立和美国民小学 新北市立福隆国民小学 新北市立福連国民小学 新北市立澳底国民小学 |

## 観光地
- 草嶺古道（中国語版）
  - 雄鎮蛮煙碑（中国語版）
  - 虎字碑（中国語版）
- 三貂角灯台
- 福隆海水浴場（中国語版）
- 東北角・宜蘭海岸国家風景区
- 霊鷲山無生道場
- 塩寮海浜公園（中国語版）

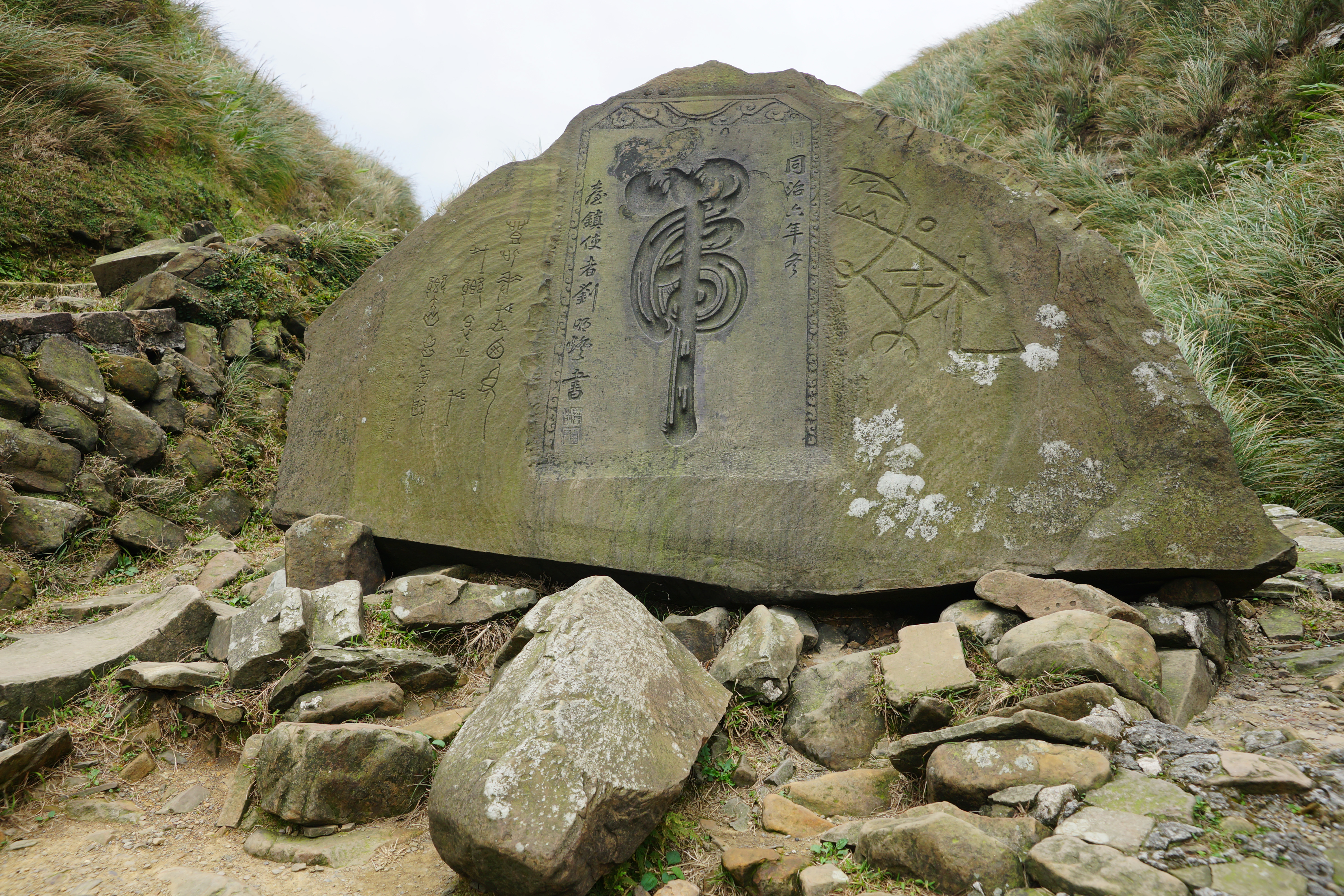
草嶺古道の虎字碑
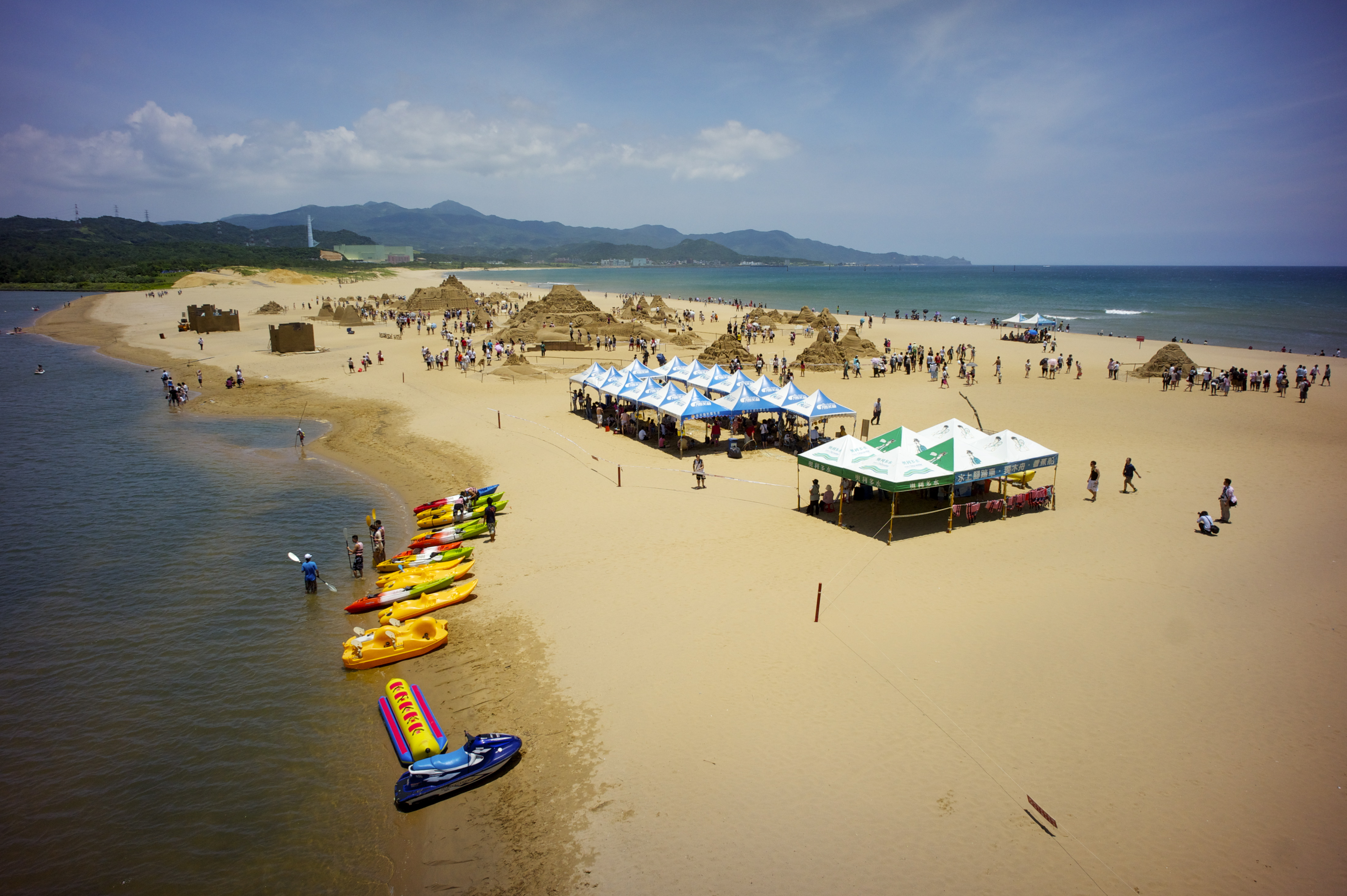
双渓に架かる歩道橋から望む福隆海水浴場
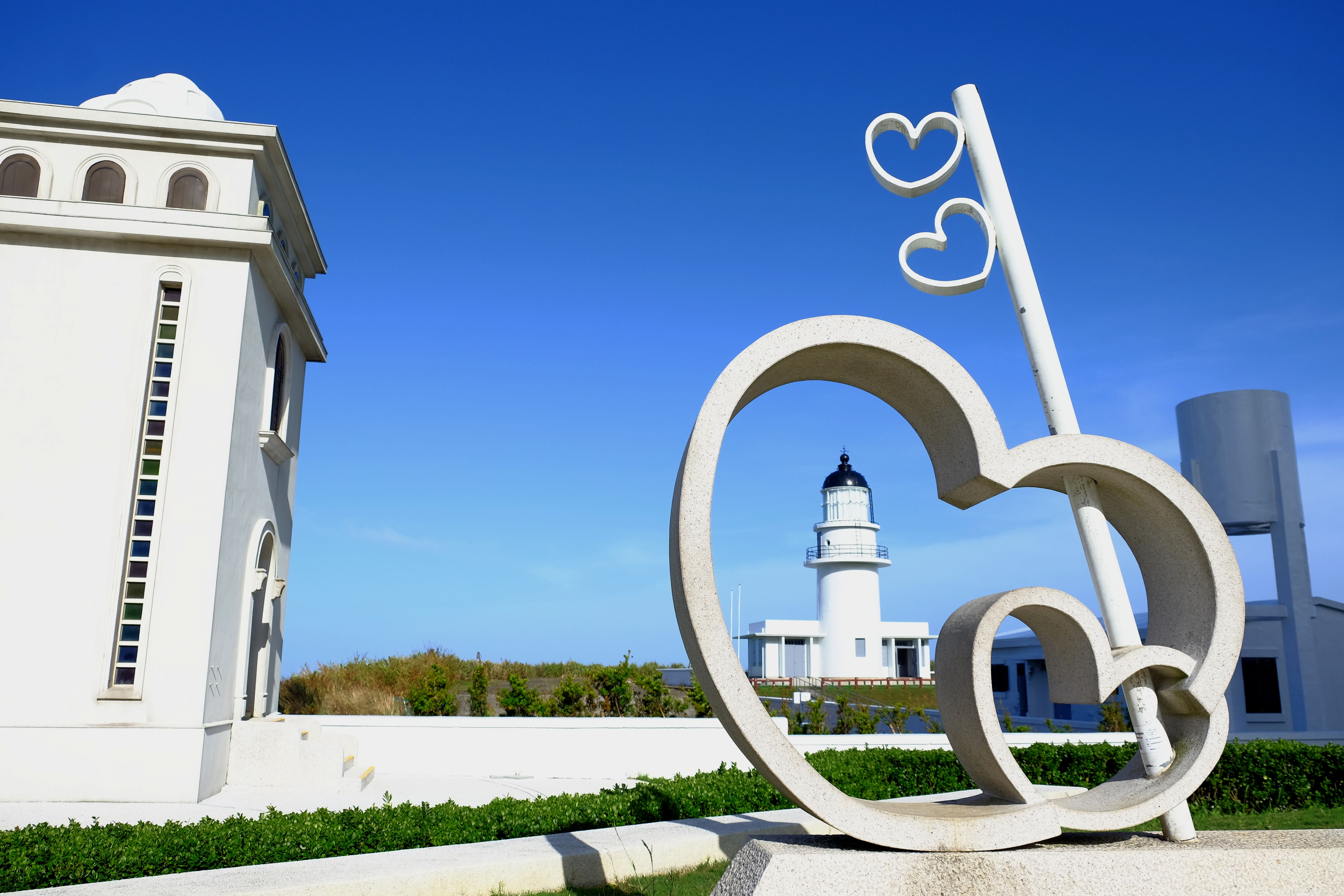
三貂角灯台の遠景
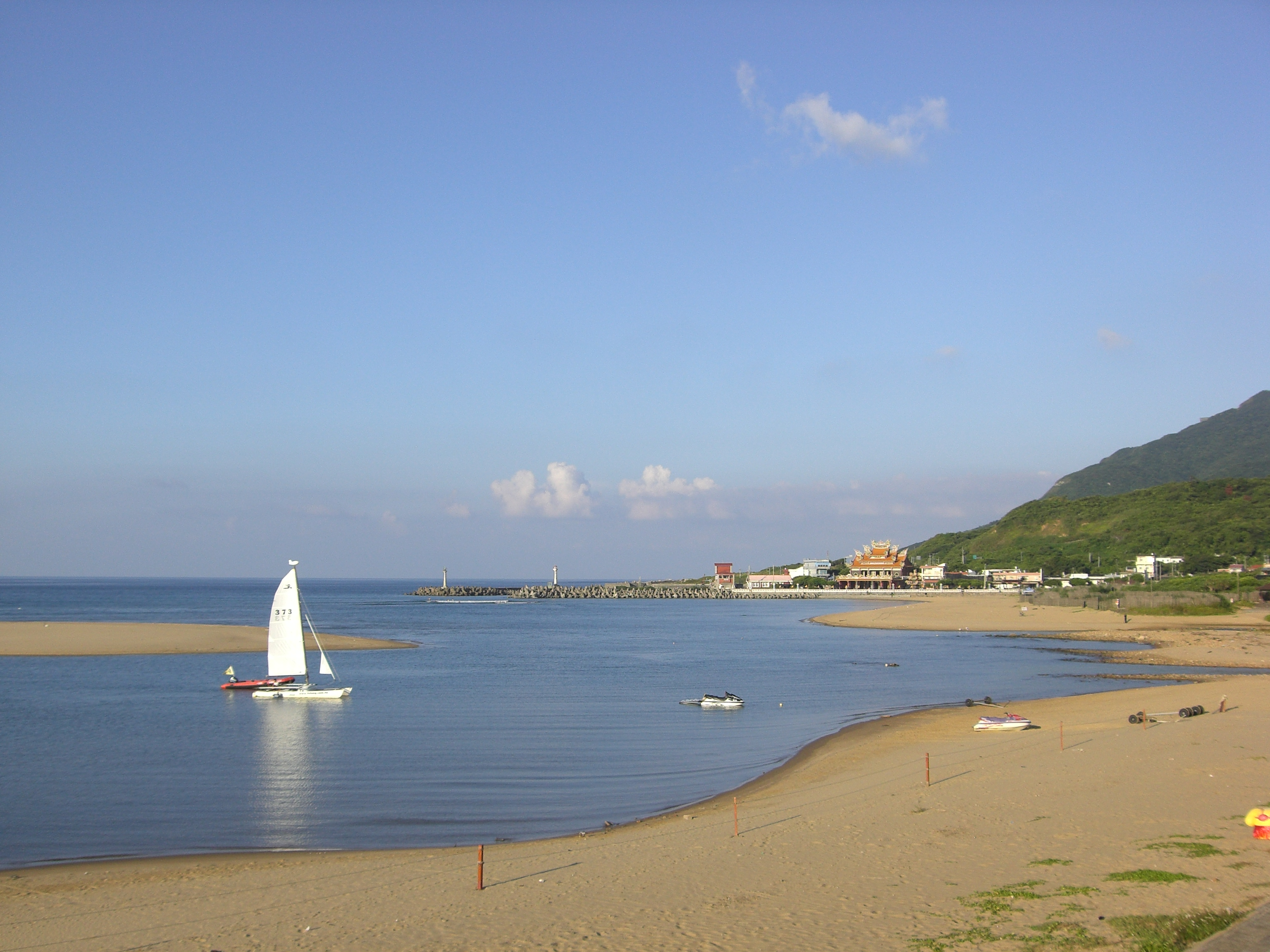
福隆海水浴場から望む東興宮と福隆漁港
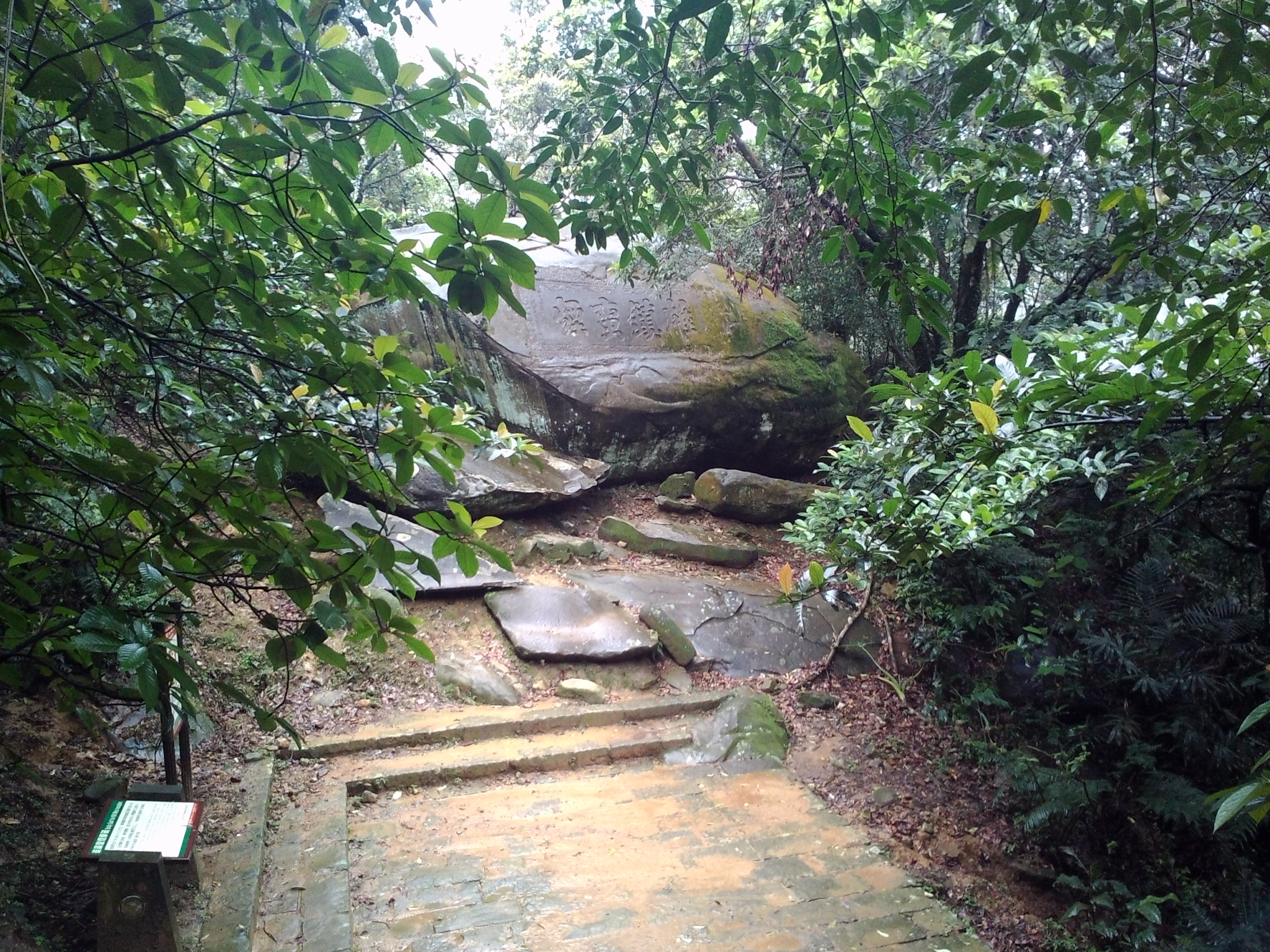
草嶺古道の雄鎮蛮煙碑
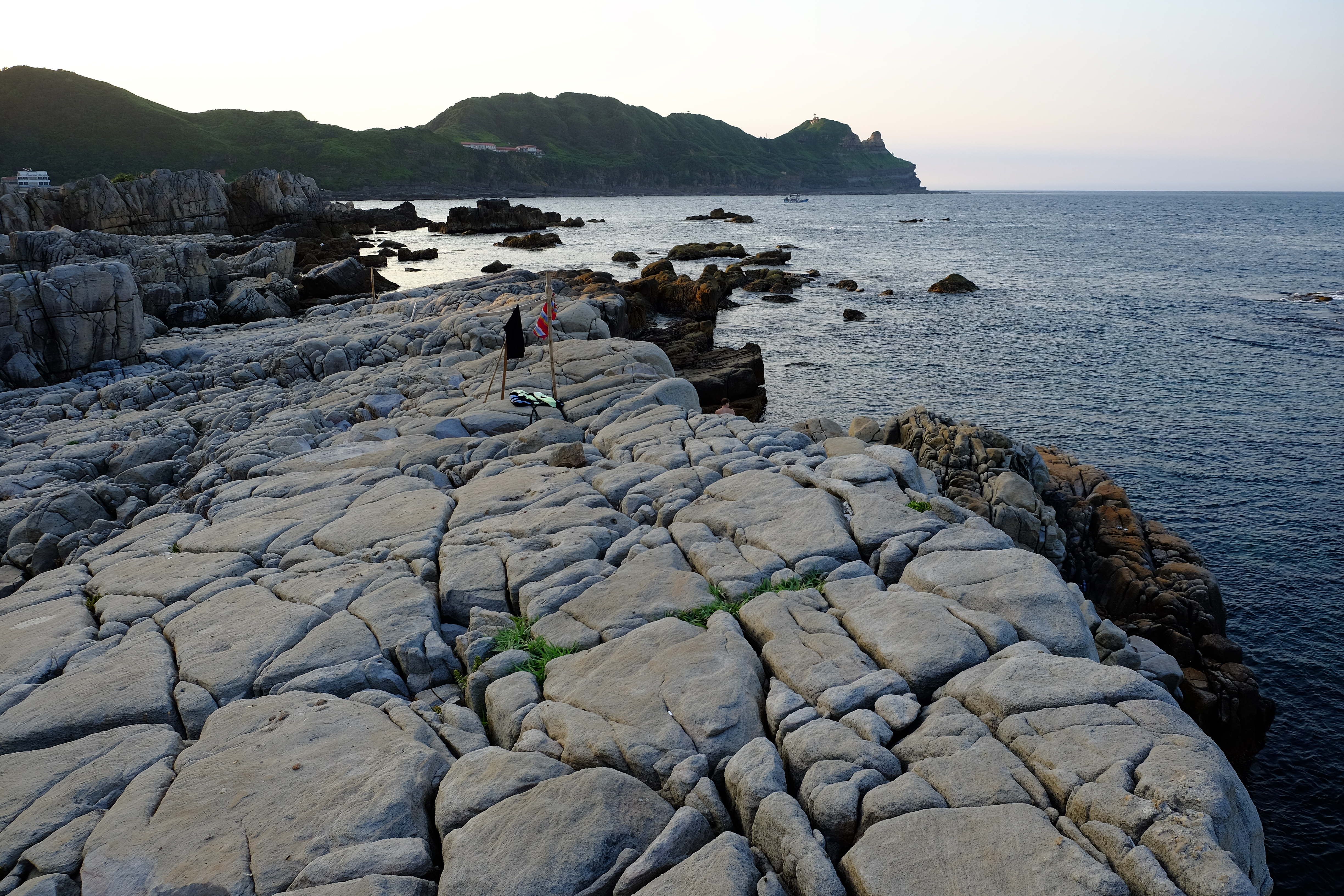
竜洞岩場。奥の岬は瑞芳区の鼻頭角
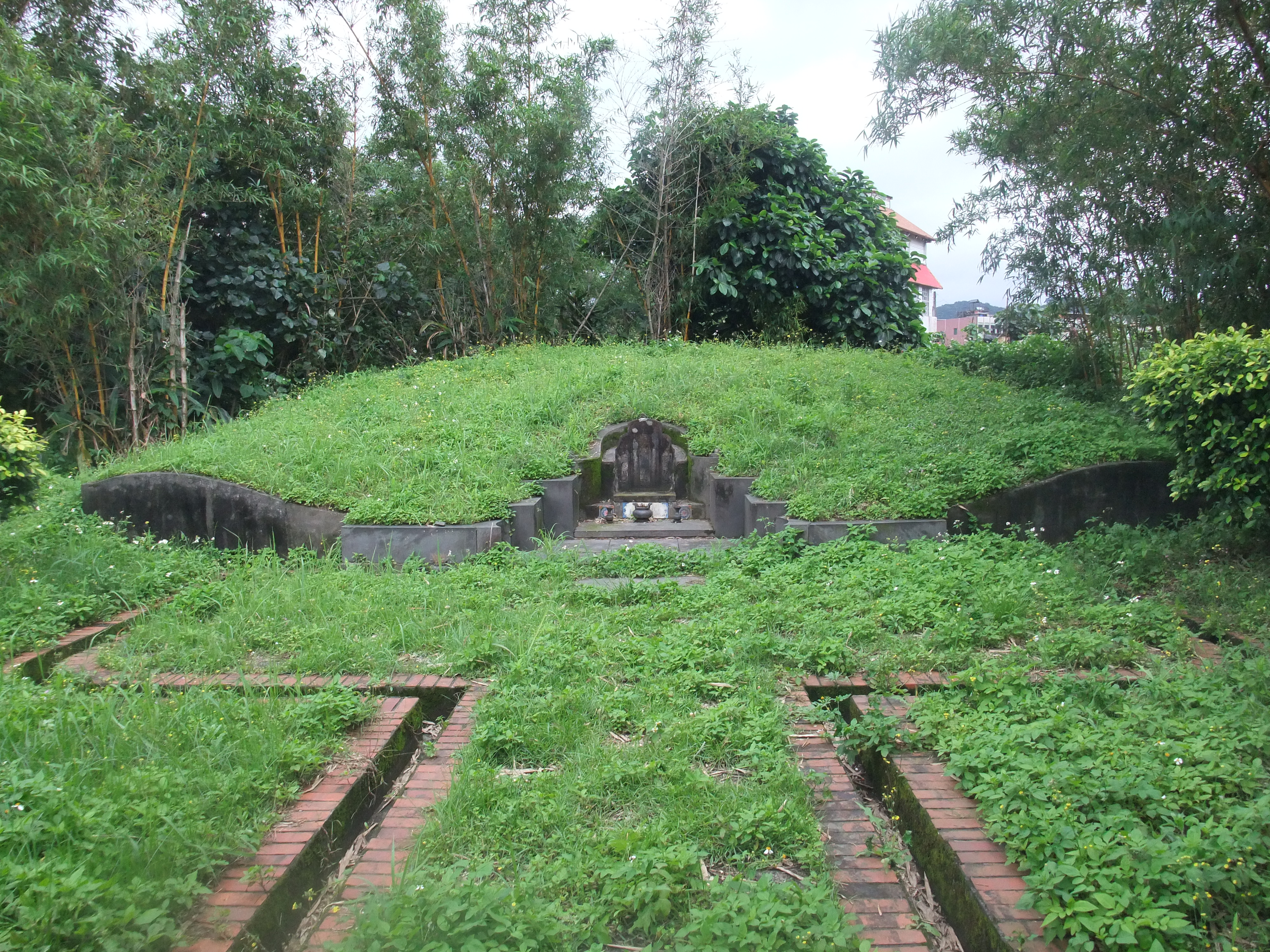
呉沙墓
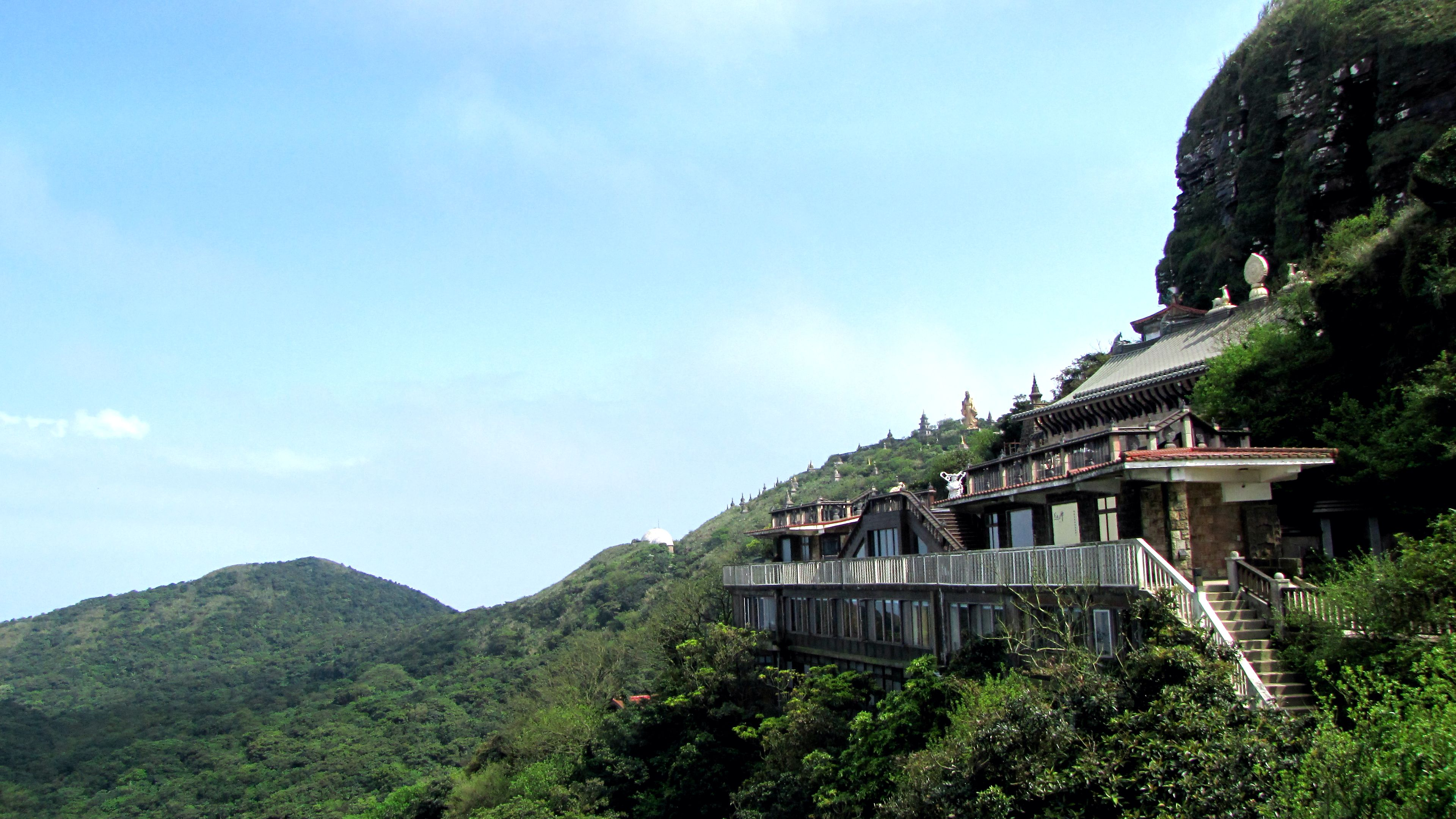
霊鷲山無生道場の観海台からの景色
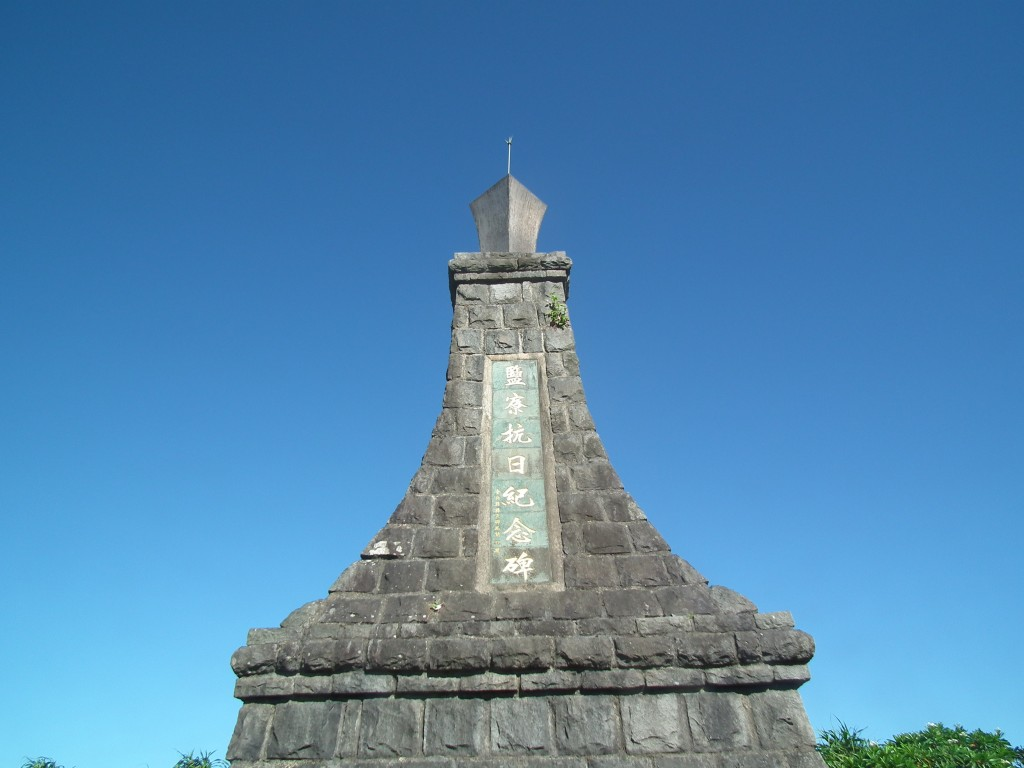
塩寮海浜公園内の塩寮抗日紀念碑
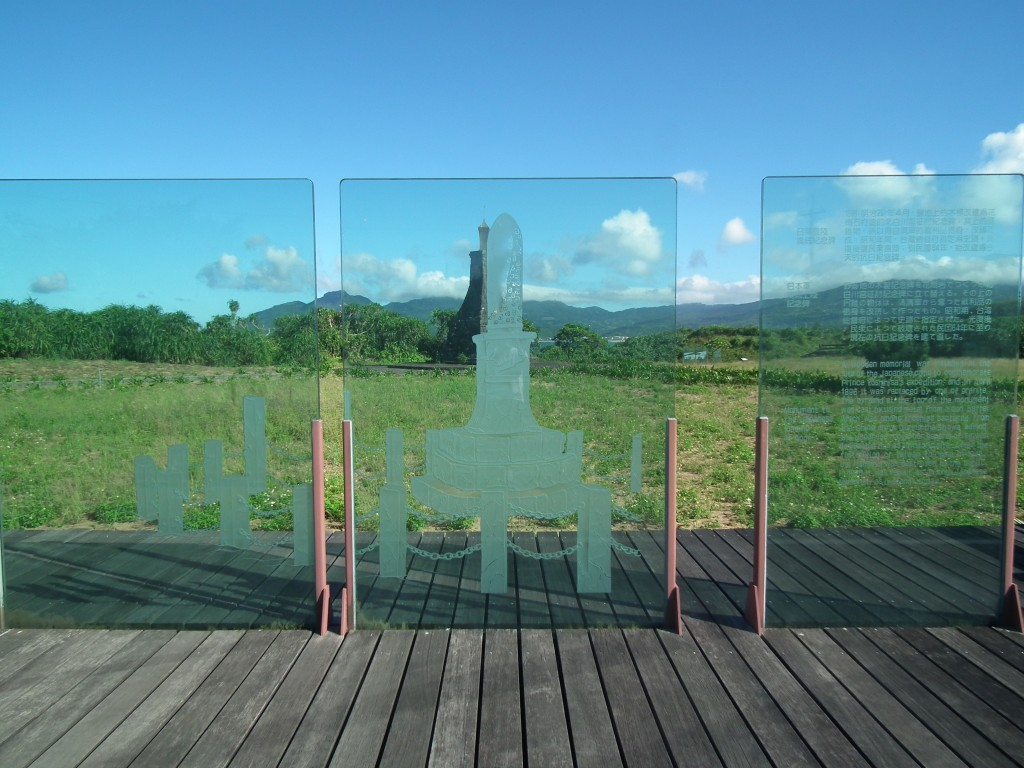
紀念碑そばに設置された説明板。元は日本軍が残した砲弾を用いて建てられたが後に現在の姿に建て替えられたことを解説している
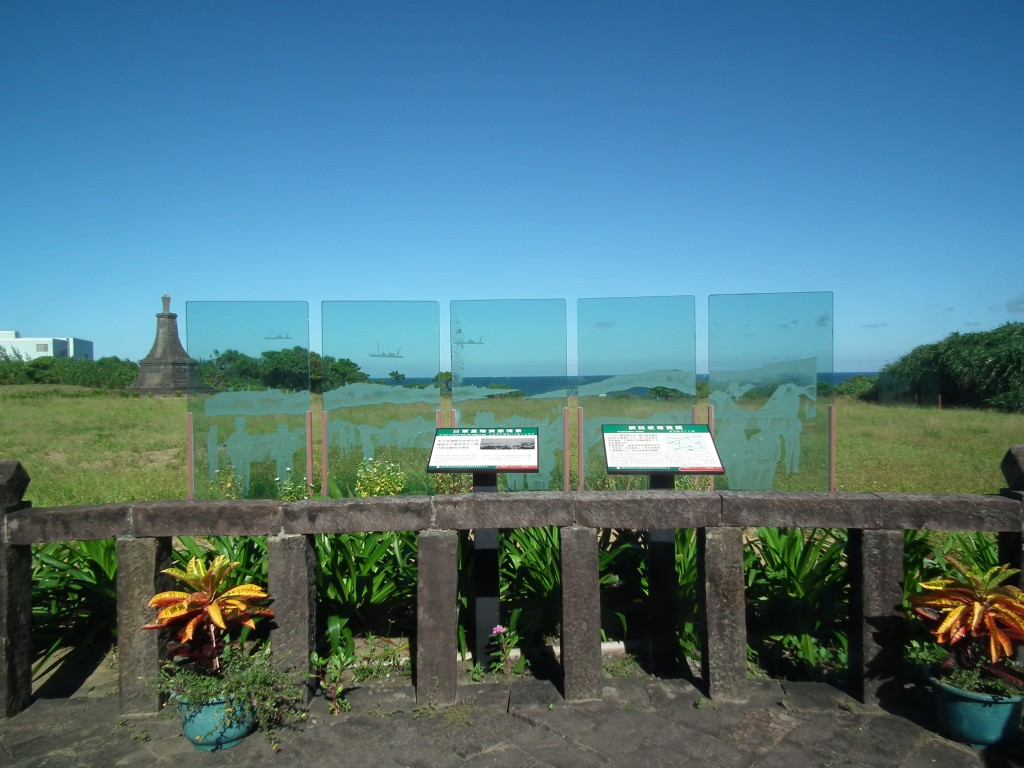
日本軍がこの地に上陸した様子を解説している説明板
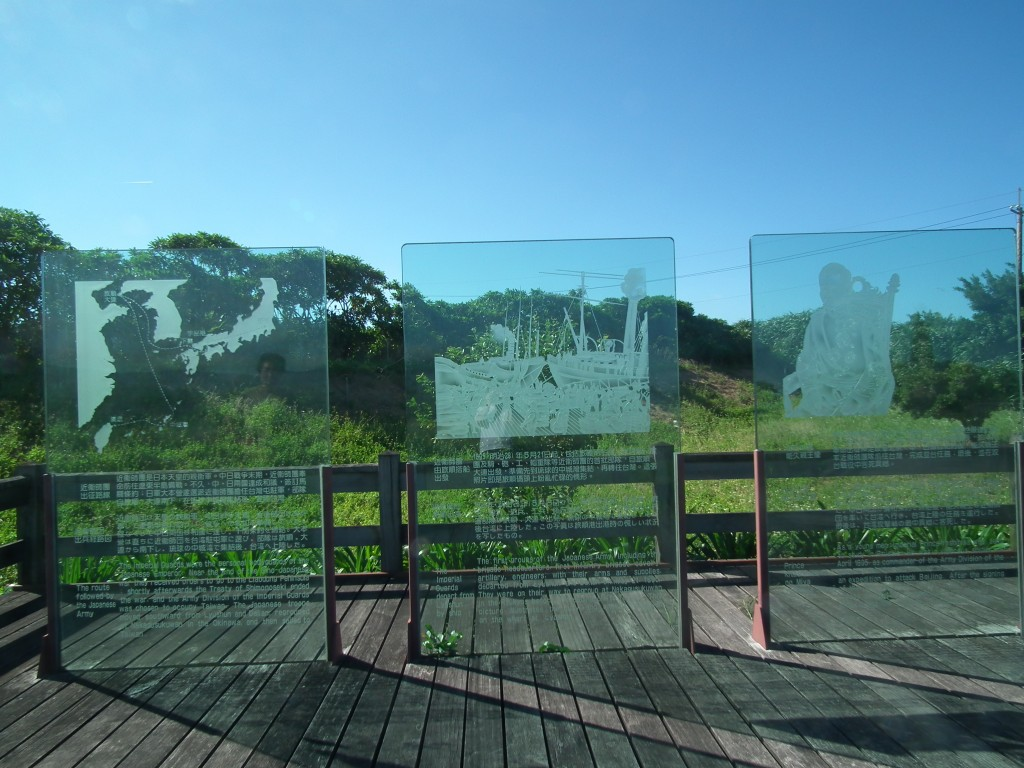
日本軍の侵攻について解説している説明板。左は上陸した近衛師団の道程を、真ん中は軍艦が押し寄せる様子を、右は軍を率いていた北白川宮能久親王を示している